# Liste der Kulturdenkmäler in Kyllburg
In der Liste der Kulturdenkmäler in Kyllburg sind alle Kulturdenkmäler der rheinland-pfälzischen Stadt Kyllburg aufgeführt. Grundlage ist die Denkmalliste des Landes Rheinland-Pfalz (Stand: 27. Juni 2022).

## Denkmalzonen
| Bezeichnung                | Lage                                      | Baujahr                                  | Beschreibung | Bild                           |
| -------------------------- | ----------------------------------------- | ---------------------------------------- | --- | ------------------------------ |
| Denkmalzone Bahnhofstraße  | Bahnhofstraße 10–24 (gerade Nummern) Lage | zwischen 1870 und 1914                   | Zeile kleinstädtischer historisierender Wohn- und Geschäftshäuser, errichtet im Zeitraum zwischen der Eröffnung der Eifelbahn und dem Ersten Weltkrieg (Nr. 12 und 20 modernisiert) | weitere Bilder Fotos hochladen |
| Denkmalzone Burg Kyllburg  | Stiftstraße 27–31 Lage                    | ab 1239                                  | ehemalige kurfürstliche Burg; ab 1239 vom Trierer Erzbischof Dietrich II. angelegt; erhalten die dreieckige Grundform, der Bergfried, ein kurzes Stück der Ringmauer, der östlich vorgelagerte Zwinger samt Ummauerung, anstelle des Palas 1912 ein Schulhaus (Nr. 29/31, Architekt Kreisbaumeister Sturmfels); Nr. 27 älteres Schulhaus | weitere Bilder Fotos hochladen |
| Denkmalzone Stiftsfreiheit | Auf dem Stift Lage                        | ab 1276                                  | Bereich des 1276 gegründeten Stifts, das an die bereits früher bestehende Burg und die Burgsiedlung südlich anschloss, das gesamte Plateau am südlichen Ende des Kyllberges einnehemend; hier liegen die ehemalige Stifts- und heutige Pfarrkirche St. Maria mit Kreuzgang und Kapitelhaus und drei von ehemals neun Kurien, sowie die ehemalige Gerichtsstätte mit Gerichtskreuz, nach 1918 in Kriegergedenkstätte einbezogen, nach 1945 zum Soldatenfriedhof erweitert; gut erhaltene Anlage, orts- und landschaftsbildprägend | weitere Bilder Fotos hochladen |
| Denkmalzone Stiftstraße    | Stiftstraße 1–18, 20 und 22 Lage          | Mitte des 18. bis frühes 20. Jahrhundert | an der ursprünglich einzigen Straße der Burgsiedlung erhaltener geschlossen bebauter Straßenabschnitt, der noch die Bau- und Bebauungsweise aus der späten kurfürstlichen Zeit wiedergibt; zwei- und dreigeschossige Wohnhäuser, werksteingegliederter Putzbauten, Mitte des 18. (Nr. 20 und 22) bis frühes 20. Jahrhundert | weitere Bilder Fotos hochladen |

## Einzeldenkmäler
| Bezeichnung                       | Lage                                                                         | Baujahr                            | Beschreibung | Bild                           |
| --------------------------------- | ---------------------------------------------------------------------------- | ---------------------------------- | --- | ------------------------------ |
| Bahnhof Kyllburg                  | Am Bahnhof 2, 4 Lage                                                         | um 1870                            | Bahnhof Kyllburg der Eifelbahn, Empfangsgebäude (Am Bahnhof 2), malerischer Rotsandsteinbau, um 1870; Beamtenwohnhaus (Am Bahnhof 4), schlichterer Sandsteinbau | Fotos hochladen                |
| Kriegerdenkmäler                  | Annenberg, bei Nr. 7 Lage                                                    | ab 1850                            | auf dem Kirchhof der katholischen Pfarrkirche St. Maximin: Denkmal für „Napoleons Krieger“, wohl kurz nach 1850; Kriegerdenkmal 1864, 1866, 1870/71; Kirchhofskreuz, bezeichnet 1873 | Fotos hochladen                |
| Tabernakel und Taufstein          | Annenberg, in Nr. 7 Lage                                                     | 1487                               | in der katholischen Pfarrkirche St. Maximin: spätgotisches Sandsteintabernakel, bezeichnet 1487, spätgotischer Taufstein | weitere Bilder Fotos hochladen |
| Stiftskurie                       | Auf dem Stift 2 Lage                                                         | 1758                               | ehemalige Stiftskurie; stattlicher Krüppelwalmdachbau, im Kern bezeichnet 1758; bauliche Gesamtanlage mit Gartenstütz- und -ringmauer, Nebengebäude aus dem 18. Jahrhundert | weitere Bilder Fotos hochladen |
| Stiftskurie                       | Auf dem Stift 3 Lage                                                         | 16. Jahrhundert                    | ehemalige Stiftskurie; Krüppelwalmdachbau, im Kern aus dem 16. Jahrhundert, um oder kurz nach 1800 weitgehend erneuert; bauliche Gesamtanlage mit Wirtschaftsgebäude, 19. Jahrhundert, im Kern wohl älter | Fotos hochladen                |
| Kollegiatstift St. Maria          | Auf dem Stift 5 Lage                                                         | 13. und 14. Jahrhundert            | ehemaliges Kollegiatstift St. Maria; landschaftsbildprägende Stiftsanlage, 13. und 14. Jahrhundert; gotische Pfarrkirche (Stiftskirche Kyllburg): 1276 begonnen, spätestens gegen 1350 vollendet, Westteil gequadert, Ostteil und Chor verputzt, Glockengeschosse des Turms aus dem 16. Jahrhundert, Steinhelm 1863–65; Ausstattung, im Chor drei figürliche Glasfenster, 1533/34; zweigeschossiger Anbau, wohl noch im 14. Jahrhundert in Neubau des Kapitelhauses einbezogen; Kreuzgang, 14. Jahrhundert | weitere Bilder Fotos hochladen |
| Stift St. Josef                   | Auf dem Stift 6 Lage                                                         | 1900                               | Stift St. Josef, 1900, Umbau und Erweiterung wohl um 1920/30: dreigeschossiger gotisierender Rotsandsteinbau, zweigeschossiger Kapellenanbau; Villa: Rotsandsteinquaderbau auf T-förmigem Grundriss, Neurenaissance-Motive, 1901; Zufahrtstor bezeichnet 1786, Gedenkkreuz für den Stifter | weitere Bilder Fotos hochladen |
| Wohnhaus                          | Bademer Straße 1 Lage                                                        | 17. oder 18. Jahrhundert           | Eckwohnhaus, teilweise mit Renaissancegewände, 17. oder 18. Jahrhundert (bezeichnet 1712), Erweiterung im 19. Jahrhundert | weitere Bilder Fotos hochladen |
| Gasthof Zur Pinn                  | Bademer Straße 4 Lage                                                        | frühes 19. Jahrhundert             | ehemaliger Gasthof „Zur Pinn“; zweiteiliger Baukomplex; achtachsiges Wohnhaus, frühes 19. Jahrhundert, Gasthaus, historisierender Mansarddachbau, um 1904 | weitere Bilder Fotos hochladen |
| Türgewände                        | Bademer Straße, an Nr. 6 Lage                                                | 1809                               | Türeinfassung, bezeichnet 1809 | weitere Bilder Fotos hochladen |
| Wohnhaus                          | Bademer Straße 7 Lage                                                        | um 1780                            | Wohnhaus mit Freitreppe, um 1780 | weitere Bilder Fotos hochladen |
| Wohnhaus                          | Bademer Straße 23 Lage                                                       | zwischen 1780 und 1800             | fünfachsiges Wohnhaus mit reich ornamentierter Fassade, wohl zwischen 1780 und 1800 | Fotos hochladen                |
| Ostportal des Kyllburger Tunnels  | Bahnhofstraße Lage                                                           | um 1870                            | Ostportal des Kyllburger Tunnels der Eifelbahn, Zinnenkranz mit Rundtürmchen, um 1870 | weitere Bilder Fotos hochladen |
| Wohn- und Geschäftshaus           | Bahnhofstraße 4 Lage                                                         | 1913                               | stattliches Wohn- und Geschäftshaus, Reformarchitektur, 1913 | weitere Bilder Fotos hochladen |
| Wohnhaus                          | Bahnhofstraße 13 Lage                                                        | um 1870/80                         | dreigeschossiges Wohnhaus, Rotsandsteinquaderbau mit Walmdach, um 1870/80 | weitere Bilder Fotos hochladen |
| Wohn- und Geschäftshaus           | Bahnhofstraße 18 Lage                                                        | um 1880/90                         | Wohn- und Geschäftshaus, klassizistische und Renaissance-Motive, um 1880/90 | Fotos hochladen                |
| Wohn- und Geschäftshaus           | Bahnhofstraße 24 Lage                                                        | um 1910                            | Wohn- und Geschäftshaus, jugendstilig variierte neubarocke Formen, um 1910 | weitere Bilder Fotos hochladen |
| Hotel                             | Hochstraße 1, Bahnhofstraße 2 Lage                                           | zweite Hälfte des 18. Jahrhunderts | ehemaliges kurfürstliches Rentamt; siebenachsiger Mansardwalmdachbau, wohl aus der zweiten Hälfte des 18. Jahrhunderts, 1927 Anlage eines Hotelgartens, teilweise unterbaut mit zweigeschossigen Liegehallen in Betonkonstruktion, zwei Pavillons, Reformarchitektur; siebenachsiger Erweiterungsbau, kurz nach 1930 | weitere Bilder Fotos hochladen |
| Hotel Eifeler Hof                 | Hochstraße 2 Lage                                                            | ab 1890                            | Hotel „Eifeler Hof“; dreigeschossiger Putzbau, Neurenaissance; die sechs linken Achsen von 1890, gleichzeitiger Umbau der drei rechten Achsen zum „Kaufhaus“, Aufstockung und Mittelbau wohl um 1895/1905 | weitere Bilder Fotos hochladen |
| Wohnhaus                          | Hochstraße 10/12 Lage                                                        | um 1890                            | dreigeschossiges Doppelhaus, Rotsandsteinbau, neugotische Motive, um 1890 | weitere Bilder Fotos hochladen |
| Westportal des Kyllburger Tunnels | Malberger Straße Lage                                                        | um 1870                            | Westportal des Kyllburger Tunnels der Eifelbahn, Zinnenkranz auf Spitzbogenfries, um 1870 | Fotos hochladen                |
| Wohn- und Geschäftshaus           | Malberger Straße 1 Lage                                                      | um 1910                            | Wohn- und Geschäftshaus, barockisierende Motive, um 1910 | weitere Bilder Fotos hochladen |
| Wohn- und Geschäftshaus           | Malberger Straße 4, Marienstraße 3 Lage                                      | spätes 18. Jahrhundert             | Wohn- und Geschäftshaus; dreiachsiger Ursprungsbau, spätes 18. Jahrhundert, Erweiterungen im frühen oder der Mitte des 19. Jahrhunderts und 1911 | weitere Bilder Fotos hochladen |
| Wohnhaus                          | Malberger Straße 5 Lage                                                      | vor 1865                           | langgestrecktes spätklassizistisches Wohnhaus, vor 1865 | weitere Bilder Fotos hochladen |
| Wohnhaus                          | Malberger Straße 7 Lage                                                      | 1907                               | Wohnhaus, historisierender Mansarddachbau, bezeichnet 1907 | weitere Bilder Fotos hochladen |
| Mariensäule                       | Marienstraße Lage                                                            | 1886                               | Mariensäule; neugotisch, Rotsandstein, Einweihung am 31. Oktober 1886, Maurermeister Jakob Kronibus aus Kyllburg, Marienskulptur von Bildhauermeister Peter Quirin; sieben neugotische Kreuzwegstationen | weitere Bilder Fotos hochladen |
| Evangelische Kirche               | Marienstraße 22 Lage                                                         | 1898/1900                          | kleiner asymmetrischer Rotsandstein-Saalbau, neugotische Motive, 1898/1900, Architekt Reinholt Wirtz aus Trier, Turmhaube nach 1945; landschaftsbildprägend | weitere Bilder Fotos hochladen |
| Wegekreuz                         | Mühlengasse, an Nr. 30 Lage                                                  | 1791                               | Schaftkreuz, 1791 | weitere Bilder Fotos hochladen |
| Wohnhaus                          | Oberkailer Straße 9/11 Lage                                                  | um 1770/80                         | spätbarockes Wohnhaus, um 1770/80, Umbau 1810 | Fotos hochladen                |
| Wohnhaus                          | Orsfelder Weg 5 Lage                                                         | Ende des 18. Jahrhunderts          | Wohnhaus auf geschosshohem Keller, Ende des 18. Jahrhunderts oder um 1800 | BW                             |
| Wohnhaus                          | Orsfelder Weg 13/15 Lage                                                     | um 1800                            | ehemaliges Wohnstallhaus, um 1800 | Fotos hochladen                |
| Paramentenfabrik                  | Stiftstraße 13 Lage                                                          | vor 1900                           | ehemalige Paramentenfabrik; wohnhausartiger neugotischer Putzbau, neugotischer Turm, Seitenbau, kurz vor 1900, neugotische Einfriedung, 20. Jahrhundert | weitere Bilder Fotos hochladen |
| Wohnhaus                          | Stiftstraße 17 Lage                                                          | 1766/70                            | stattliches Wohnhaus, 1766/70, mit älteren Resten, wohl vom Anfang des 17. Jahrhunderts, Wappentafel | Fotos hochladen                |
| Wohnhaus                          | Stiftstraße 20 Lage                                                          | 1764                               | Wohnhaus, bezeichnet 1764, Stallanbau | weitere Bilder Fotos hochladen |
| Wohnhaus                          | Stiftstraße 22 Lage                                                          | 1760                               | spätbarockes Wohnhaus, bezeichnet 1760 | Fotos hochladen                |
| Wegekreuz                         | Stiftstraße, gegenüber Nr. 27–31 Lage                                        | 1904                               | neugotisches Schaftkreuz, bezeichnet 1904 | weitere Bilder Fotos hochladen |
| Portal                            | Stiftstraße, an Nr. 44 Lage                                                  | 18. Jahrhundert                    | Kopie mit Spolien des Portals des ehemaligen spätbarocken, nach 1945 neu aufgebauten Wohnhauses | weitere Bilder Fotos hochladen |
| Wegekreuz                         | Wilseckerstraße, gegenüber Nr. 6 Lage                                        | 1651                               | Balkenkreuz, bezeichnet 1651 | Fotos hochladen                |
| Wegekreuz                         | nördlich der Stadt; am Fußweg nach Mohrweiler unterhalb der Mariensäule Lage | 1774                               | gestohlenes Schaftkreuz; bezeichnet mit "ANO 1774" und der Inschrift "JOHAN ADEM BELTZ" | Fotos hochladen                |
| Dechen-Tunnel                     | nordöstlich der Stadt                                                        | um 1870                            | Dechen-Tunnel (benannt nach dem Bonner Geologen und Berater beim Bau der Eifelbahn, Ernst Heinrich von Dechen), mit Nordportal (⊙) und Südportal (⊙) zwischen Streckenkilometer 124 und 125 | Fotos hochladen                |
| Wilsecker Tunnel                  | südlich der Stadt Lage                                                       | um 1870                            | Wilsecker Tunnel mit Nordportal (⊙), zwischen Streckenkilometer 127 und 129, um 1870 | Fotos hochladen                |

## Ehemalige Kulturdenkmäler
| Bezeichnung    | Lage                   | Baujahr         | Beschreibung | Bild            |
| -------------- | ---------------------- | --------------- | --- | --------------- |
| Wohnhaus       | Bahnhofstraße 5 Lage   | um 1770/80      | Wohnhaus mit (rückwärtig) spätbarocker Fassade, um 1770/80, Verlängerung nach 1900; aus der Denkmalliste gelöscht                     | Fotos hochladen |
| Mühle          | Mühlengasse 7 Lage     | 1808            | ehemalige Mühle; Mühlengebäude, bezeichnet 1808, barockisierende Erweiterung im frühen 20. Jahrhundert; aus der Denkmalliste gelöscht | BW              |
| Wohnhaus       | Neugasse 1 Lage        | 18. Jahrhundert | profanierte Kapelle St. Matthias; wohl aus dem 18. Jahrhundert, 1828 Umbau zum Wohnhaus mit Walmdach; aus der Denkmalliste gelöscht   | Fotos hochladen |
| Bahnwärterhaus | südlich der Stadt Lage | um 1870         | Bahnwärterhaus beim Nordportal des Wilsecker Tunnels, um 1870; aus der Denkmalliste gelöscht                                          | BW              |